# Yang Guifei

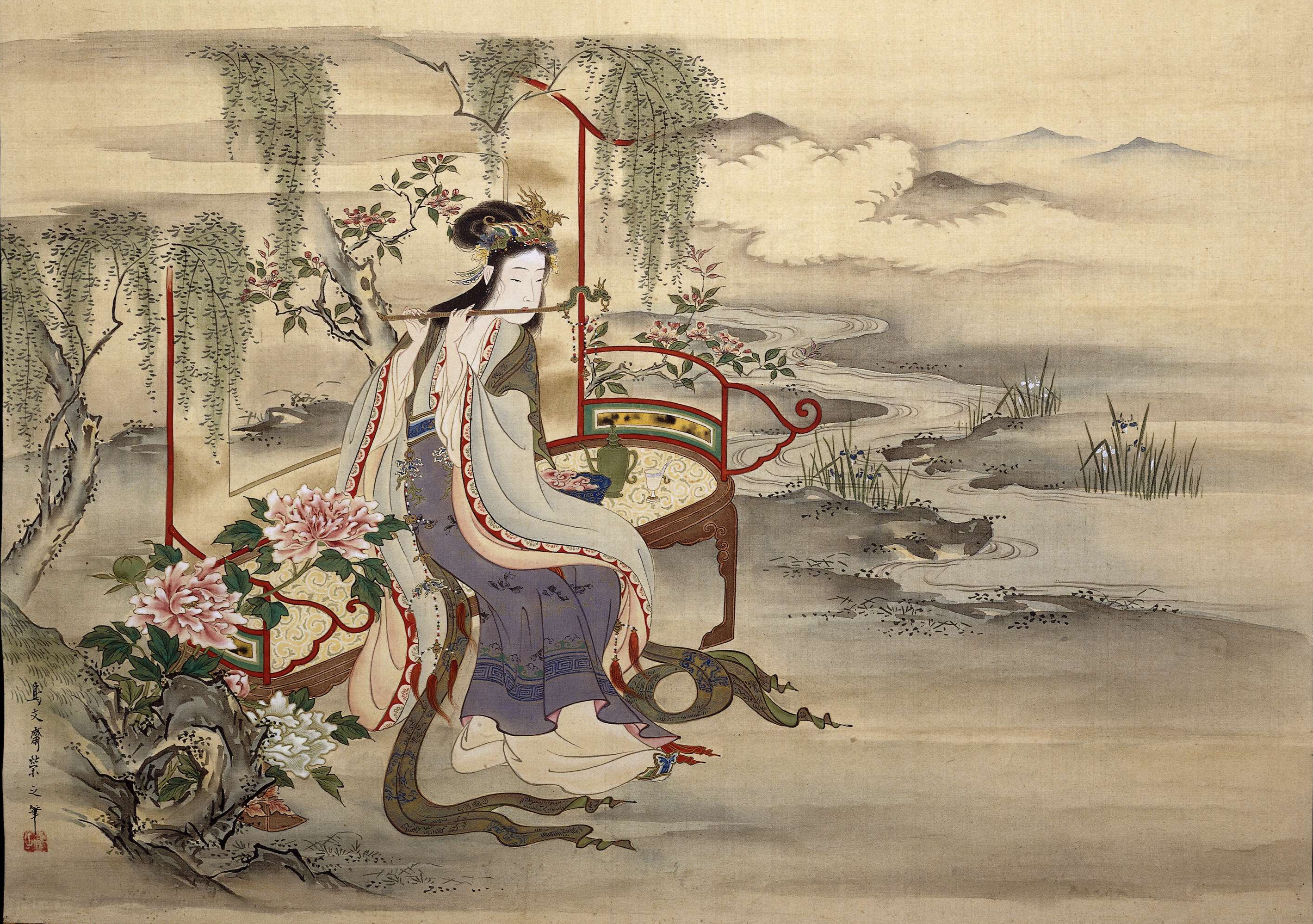
Kinesiska skönheten Yang Guifei av Hosoda Eishi, Edoperioden

Yang Guifei (杨贵妃) född som Yang Yuhuan (杨玉环) den 26 juni 719, död 15 juli 756, var konkubin till kejsar Tang Xuanzong från 745 till 756. Hon var känd för det stora inflytande hon utövade över kejsaren under sin tid som konkubin och räknas till De Fyra Skönheterna i kinesisk historia. 

## Biografi
Yang Yuhuan föddes i Sichuan den 26 juni 719 och hade tre systrar. När hon var 16 år gammal inträdde hon i kejsarpalatset, och blev bihustru till kejsarens artonde son Li Mao, prins av Shou. Hon var mellan 741 och 745 taoistisk nunna och bar då namnet Taizhen. När hon var 26 år gammal gjorde hon bekantskap med kejsar Xuanzong och flyttades till hans harem där hon fick titeln Guifei, Kejserlig konkubin av tredje graden. Yang ansågs vara mycket vacker och dessutom ha god sångröst och stor skicklighet i dans. Som konkubin påverkade hon kejsaren till att fokusera mer på nöjeslivet med parker och poesi i huvudstaden Chang'an, och till att utnämna hennes bröder till höga poster.
Då An Lushan-upproret bröt ut och hovet tvingades fly från huvudstaden till de bergiga gränsområdena i sydvästra Kina gjorde några officerare myteri och lynchade statsministern Yang Guozhong, Guifeis kusin. De anklagade sedan Guifei för att vara delaktig i hennes kusins påstådda förräderi och kejsaren nödgades då ge order om att hon skulle dödas. Hon ströps i en lokal pagod av övereunucken.
Den tragiska berättelsen om Yang Guifei var varit ett populärt ämne i kinesisk litteratur genom seklerna, och många dikter har handlat om kejsarens outplånliga sorg och bittra minne. En av de mer kända är en dikt av Bai Juyi som skildrar palatsens och parkernas tomhet utan Yang Guifei. I litteraturen har hon blivit en symbol för kvinnlig skönhet, hon jämförs ofta med pioner och nämns i ett uttryck på kinesiska om olika typer av skönhet: "Yang Guifei var rund och Zhao Feiyan var smal"

## Galleri

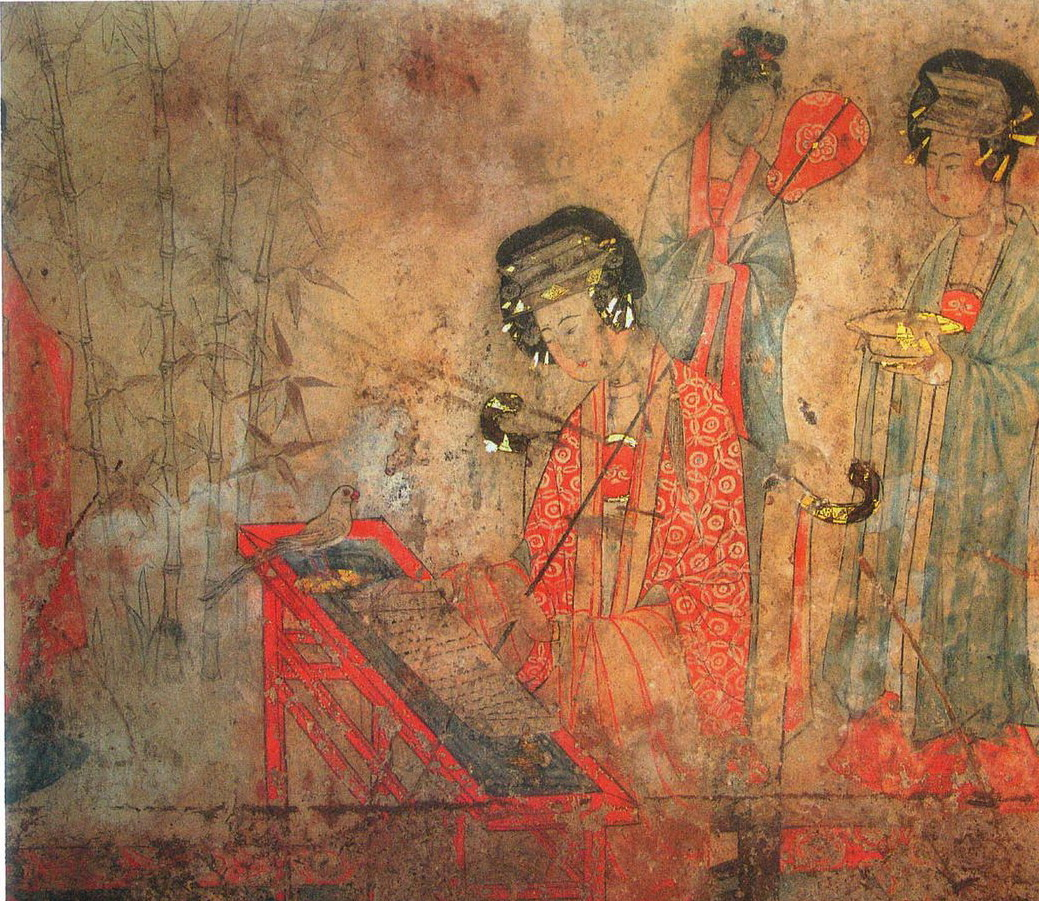
Väggmålning från Liaodynastin som föreställer Yang Guifei som lär en papegoja sutrorna
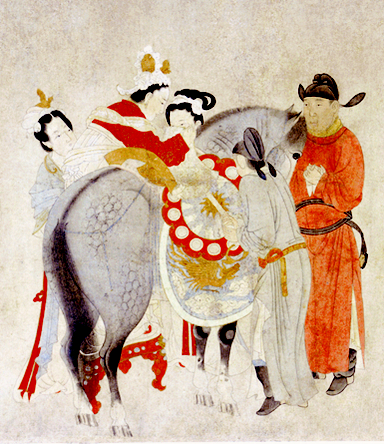
Yang Guifei bestiger en häst, målning av Qian Xuan
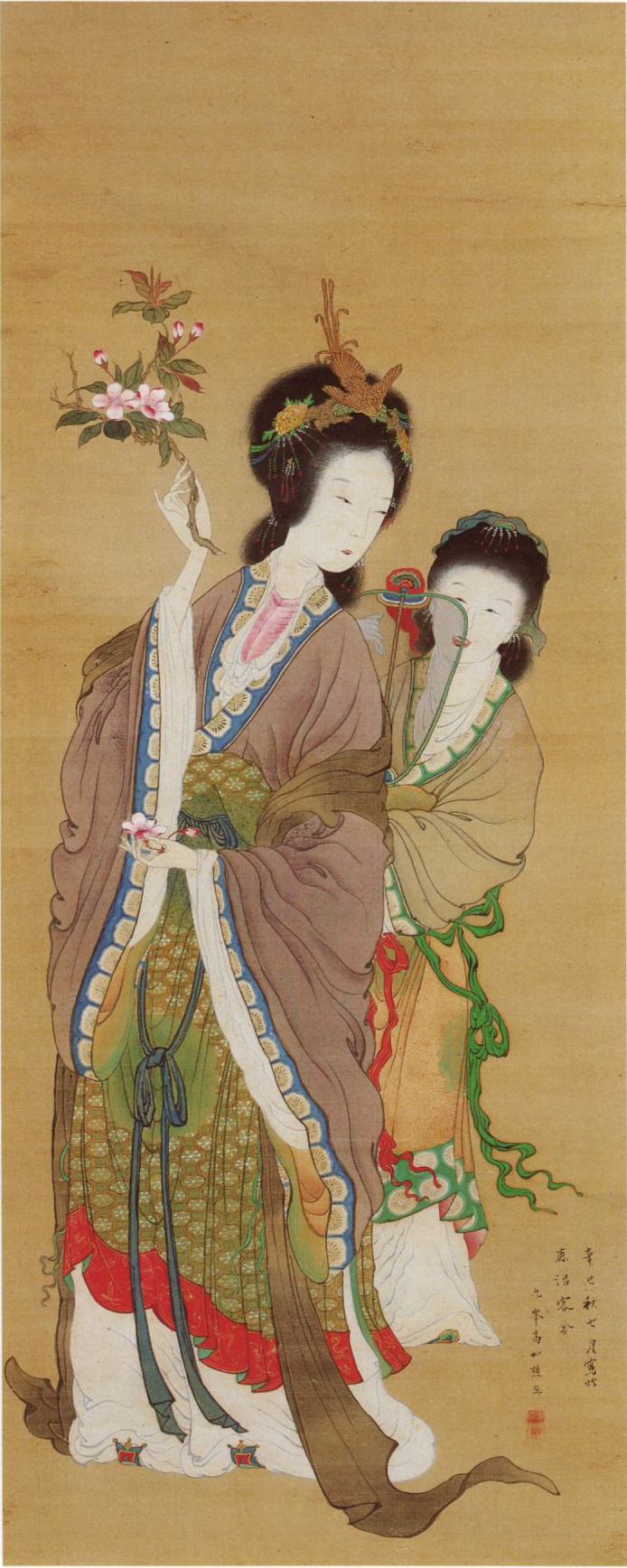
japansk målning av Takaku Aigai, Edoperioden
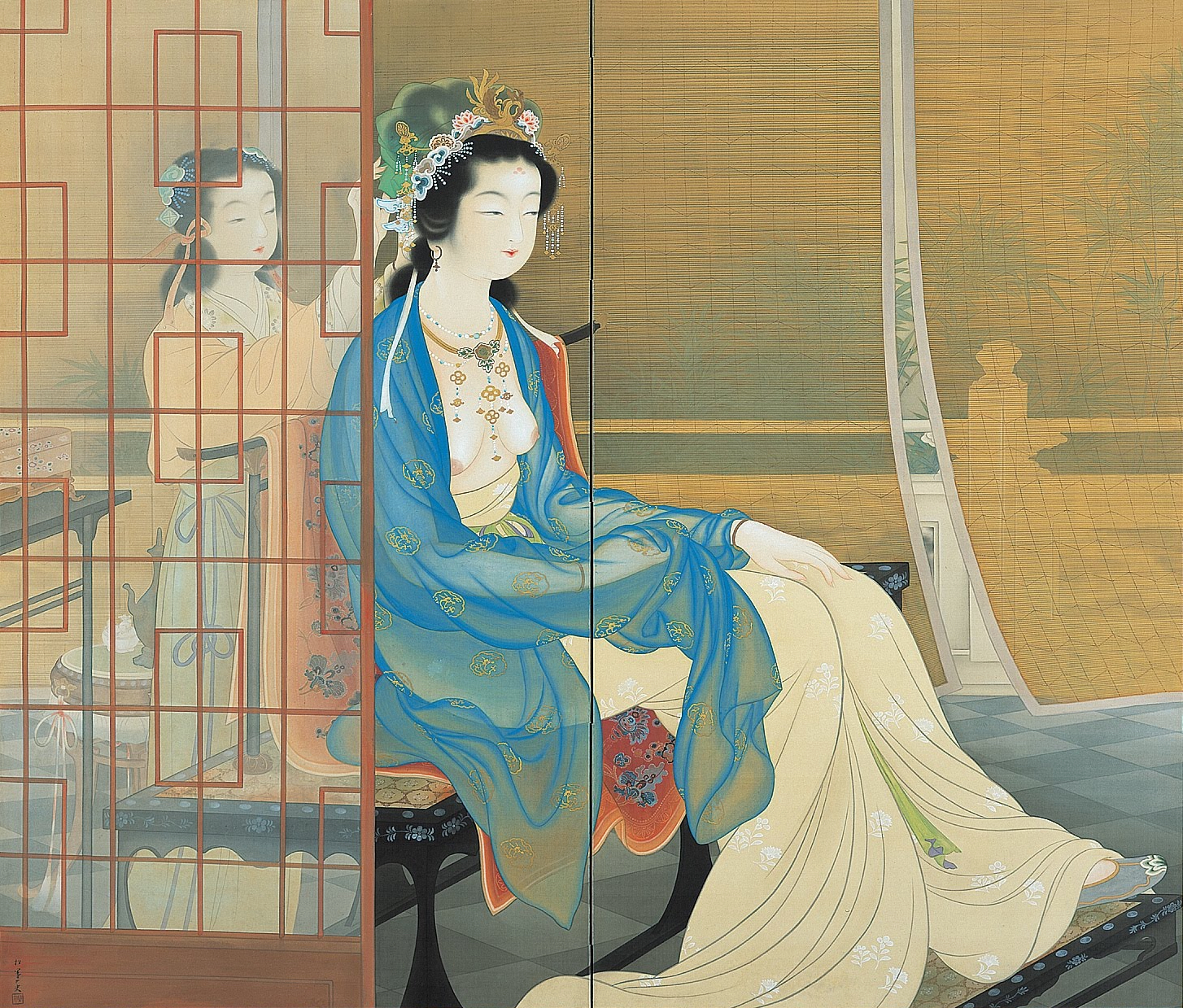
japansk målning av Uemura Shoen, Taishoperioden
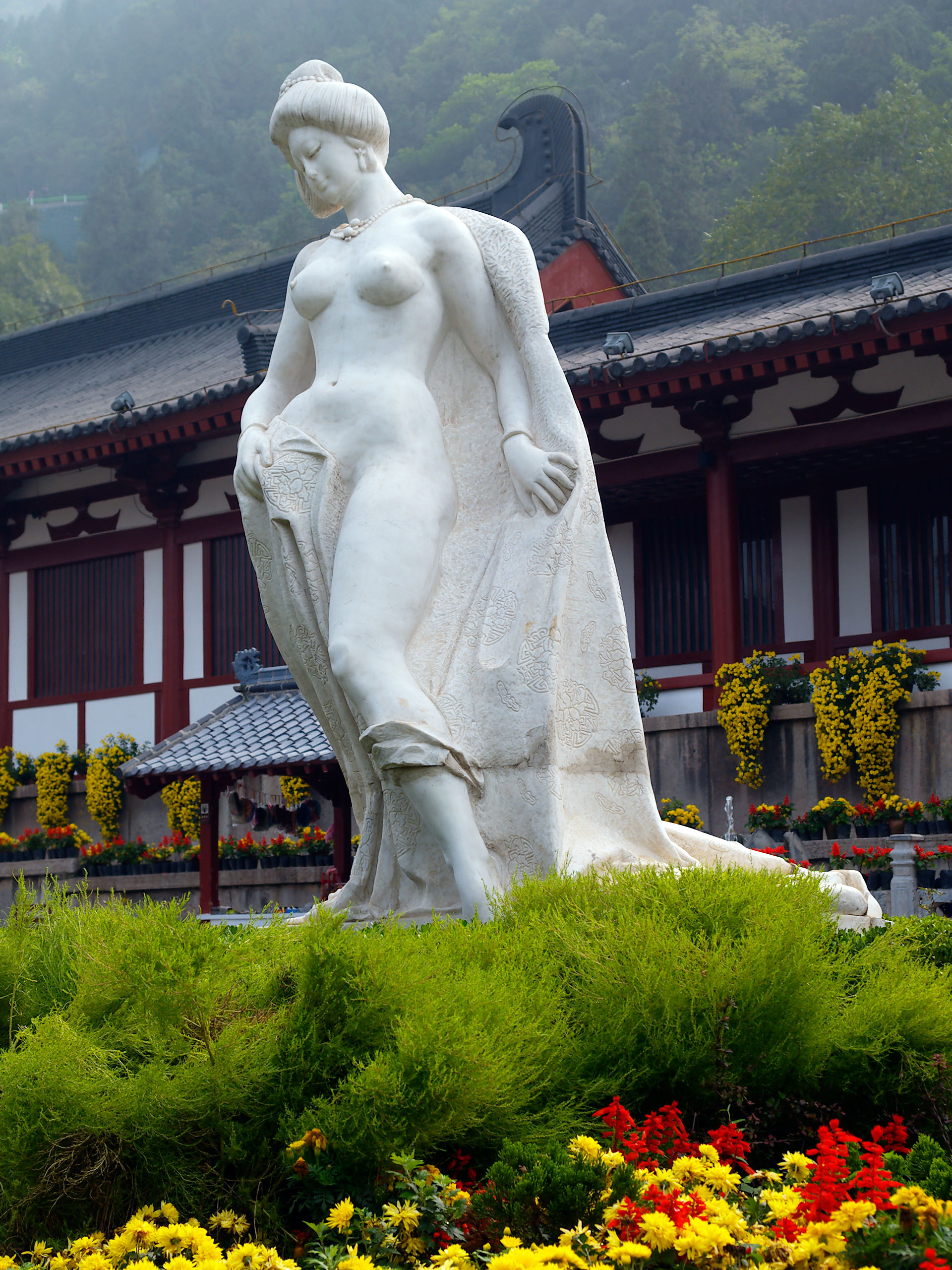
Modern kinesisk staty